# Обуховец, Виктор Александрович
Виктор Александрович Обуховец (род. 6 июня 1946 года) — доктор технических наук, профессор профессор кафедры антенн и радиопередающих устройств ЮФУ (с 2012 г.). Заслуженный работник высшей школы РФ. Действительный член Международной Академии информатизации и Российской Академии инженерных наук.

## Биография
Виктор Александрович Обуховец родился 6 июня 1946 года. В 1963 году окончил с золотой медалью железнодорожную школу № 15 города Таганрога и поступил учиться в Таганрогский радиотехнический институт (ТРТИ, ныне Инженерно-технологическая академия ЮФУ). Учился по специальности «Радиотехника». По окончании ВУЗа поступил по направлению ТРТИ в целевую аспирантуру Московского энергетического институте (научные руководители — профессор Д. М. Сазонов и профессор Г. Т. Марков). Защитил кандидатскую диссертацию. Кандидат технических наук (1976), доцент (1980). В 1999 году защитил докторскую диссертацию, получил ученую степень доктора технических наук (1999). С 2002 года — профессор.
С 1969 года работал в Таганрогском радиотехническом институте (ТРТУ, ТТИ ЮФУ), с 2006 года числится в Южном федеральном университете (ЮФУ). В университете занимал должности: инженера, ассистента, доцента, секретаря парткома института, зам. директора ОКБ «Миус» по научной работе, в 1992—2003 годах был деканом радиотехнического факультета университета. С 2003 года работал в ТРТУ на должности проректора по учебной работе, с 2007 года — первый заместитель руководителя ТТИ ЮФУ, с 2012 года — профессор кафедры антенн и радиопередающих устройств, с 2015 года — советник ректората Южного федерального университета по инженерному направлению.
В 1998 году Виктор Александрович Обуховец организовал в университете телерадиоцентр, в котором проводилось эфирное телевизионное и радиовещание.

## Научная деятельность
Область научных интересов: исследование и разработка сложных антенных систем, исследования в области синтеза фазированных антенных решеток, университетский менеджмент.
В. А. Обуховец является автором около 250 научных работ, включая 7 монографий. В разное время проходил научную стажировку в США, Японии, Швеции, Голландии.
В. А. Обуховец — член Программного комитета Международной Крымской микроволновой конференции CryMiCo, член Учебно-методического объединения при Минобрнауки РФ, член редакционных коллегий журналов «Телекоммуникации», «Радиотехника», "Известия вузов «Радиоэлектроника», «Антенны», член Президиума Научно-методического совета «Физика» Минобрнауки, председатель Оргкомитета Всероссийской научной конференции «Излучение и рассеяние электромагнитных волн». Действительный член Российской Академии инженерных наук и Международной Академии информатизации, научный руководитель Центра коллективного пользования «Прикладной электродинамики и антенных измерений», председатель докторского диссертационного совета университет.

### Труды
- Обуховец В. А., Касьянов А. О. Микрополосковые отражательные антенные решетки. Методы проектирования и численное моделирование (Монография). — М.: Радиотехника, 2006, 239 с.
- Излучение и рассеяние электромагнитных волн. Радиоэлектронные системы локации и связи. Коллективная монография. Под ред В. А. Обуховца. М.: Радиотехника, 2005, 80 с.
- Радиоэлектронные системы локации и связи. Коллективная монография. Под ред. Обуховца В. А. — М.: Радиотехника, 2008. — 208 с.
- Поликарпов В. С., Обуховец В. А. и др. Философия NBIC-технологий. Философия NBIC-технологий (монография). — Ростов-на-Дону — Таганрог: Изд-во ЮФУ, 2009.
- Излучение и рассеяние электромагнитных волн. Радиоэлектронные системы локации и связи. Коллективная монография. Под ред В. А. Обуховца. — М.: Радиотехника, 2007, с. — 72.
- Спецвыпуск журнала «Антенны». «Излучение и рассеяние электромагнитных волн» (под ред. Обуховца В. А.). // Антенны, выпуск 11 (138), 2008.
- Спецвыпуск журнала «Радиотехника». «Радиоэлектронные системы локации и связи» (под ред. Обуховца В. А.). — М.: Радиотехника, № 11, 2008, с. 57-111.

## Награды и звания
- Заслуженный работник высшей школы Российской Федерации (2000)
- «Почетный радист» (2005)
- Почетный работник высшего профессионального образования Российской Федерации (2006)